# (3670) Northcott
(3670) Northcott (1983 BN) – planetoida z pasa głównego asteroid okrążająca Słońce w ciągu 4,55 lat w średniej odległości 2,74 au Odkrył ją Edward Bowell 22 stycznia 1983 roku.